# Гётеборгский художественный музей
Гётеборгский художественный музей (швед. Göteborgs konstmuseum) — музей изобразительных искусств в Гётеборге, является третьим по величине художественным музеем Швеции после Национального музея и Музея современного искусства в Стокгольме.

## История
Музей был создан на основе художественной коллекции Гётеборгского музея. Финансово его открытию способствовал директор банка Йонас Кьелберг, который пожертвовал  в 1916 году в его пользу акции компании SKF.  В 1917—1918 годах были объявлены архитектурные конкурсы на проектирование здания на Götaplatsen с целью построить его к юбилейной выставке в Гётеборге 1923 года. Победителем конкурса стал архитектурный консорциум ARES (назван по именам четырёх его участников: Arvid Bjerke, Ragnar Ossian Swensson, Ernst Torulf и Sigfrid Ericson). Чертежи были разработаны в 1919 году, строительные работы начались в 1921 году.
Открыт музей был в 1923 году. Затем претерпел ряд реконструкций с целью увеличения его площадей. 25 апреля 2017 года его здание было признано культурно-историческим наследием и внесено в реестр Национального наследия (Riksantikvarieämbetet).

По состоянию на 2016 году коллекция Гётеборгского художественного музея включает около 900 скульптур, 3000 картин, 10000 рисунков и акварелей, 50000 графических листов. В музее хранится лучшая в мире коллекция скандинавского искусства конца XIX века. Также в нём представлено и современное искусство, как скандинавское, так и международное.
- Переезд (1872) Гескел Саломан
- Гип-гип-ура! (1886) П. С. Кройер
- Ute (1888) Андерс Цорн
- Оливковая роща, Сен-Реми (1889) Винсент ван Гог
- Кошка на охоте (1883) Бруно Лильефорс
- Северное лето, 1889-1900. Рихард Берг
- Водяные лилии (1907) Клод Моне